# Надь, Коста
Коста Надь (серб. Коста Нађ, венг. Nagy Kosztá; 13 мая 1911, Петроварадин — 19 ноября 1986, Белград) — югославский военный деятель, генерал армии, Народный герой Югославии.

## Биография
Родился 11 мая 1913 года в Петроварадине, Австро-Венгрия. Там же окончил начальную школу и гимназию. Затем семья переехала в Загреб. Получил военное образование в унтер-офицерской школе в Билечи (1931). Служил в королевской армии в звании унтер-офицера. В 1934 году за коммунистическую деятельность Коста Надь был осуждён на 2 года тюрьмы, но ему удалось бежать в Загреб, где он находился на нелегальном положении. В 1937 году вступил в ряды Коммунистической партии Югославии.

### Гражданская война в Испании
В 1937—1939 годах принимал участие в гражданской войне в Испании. В составе интернациональных бригад был командиром взвода, позже командиром Балканского батальона. В битвах при Брунето и на Эбро был четырежды ранен. Дослужился до звания капитана и был награждён испанским республиканским Орденом свободы.
После поражения республиканцев Коста Надь с несколькими сотнями югославских добровольцев перешёл французскую границу, где был интернирован французскими властями. Находился в лагерях для интернированных лиц до мая 1941 года, после чего через Германию перебрался в оккупированную Югославию.

### Вторая мировая война
Вернувшись в Югославию летом 1941 года, включился в партизанскую борьбу против оккупантов. С 26 ноября 1941 года входил в состав Главного штаба партизанского движения Боснии и Герцеговины, затем возглавлял оперативный штаб в Боснии.
В течение 1942 года войска под командованием Надя освободили значительные территории в Боснии. Со 2 по 4 ноября 1942 года Коста Надь руководил партизанскими соединением во время одной из крупнейших операций Народно-освободительной войны — Бихачцкой.
В ноябре 1942 года, когда была создана Народно-освободительная армия Югославии и образован 1-й Боснийский корпус, Надь был назначен его командиром. За боевые заслуги в мае 1943 года ему, вместе с другими офицерами, было присвоено звание полковника, а через несколько месяцев — генерала.
Основной задачей подразделений, которыми командовал Надь, осенью 1943 года был рейд на восток, в Сербию. Его удалось осуществить только в 1944 году. В начале 1944 года он был назначен комендантом Главного штаба Воеводины.
Осенью 1944 года и в течение зимы 1944—1945 годов подразделения, которыми командовал Надь (из которых 1 января 1945 года была сформирована Третья армия НОАЮ в составе 16-й, 36-й и 51-й дивизий), форсировали Дунай и Драву, открыв Сремский фронт, и освободили Воеводину, Баранью и Славонию. В мае 1945 года были разгромлены последние вражеские формирования в районе Целовца, Целье и Марибора.

### После войны
После освобождения Югославии занимал ряд руководящих должностей в югославской Народной армии — командовал армией, затем армейским округом, был начальником Управления кадров, помощником Союзного секретаря народной обороны. Вышел в отставку в 1976 году.
Был членом Союзной скупщины. После Седьмого конгресса Союза коммунистов Югославии (1958 год) четыре раза избирался в состав Центрального комитета СКЮ. Был членом Совета федерации.
Умер 19 ноября 1986 года. Похоронен на Новом кладбище в Белграде вместе со своей женой Душанкой Надь.

## Семья
Супруга — Душанка Надь, майор Югославской народной армии. Сын — Бранко Надь, автогонщик, многократный чемпион Югославии.

## Награды
Коста Надь был награждён следующими наградами:
- Орденом народного героя Югославии
- Орденом героя социалистического труда
- Орденом Свободы
- Орденом военного флага
- Орденом партизанской звезды (дважды)
- Орденом «За заслуги перед народом»
- Орденом братства и единства
- Орденом Югославской народной армии (дважды)
- Орденом за храбрость
- Медалью «Партизанская память»
- Орденом Кутузова второй степени